# Рождество Христово (Свети Дионисий Олимпийски)
„Рождество Христово“ (на гръцки: Γέννησης του Χριστού) е скална православна църква в Литохоро, Егейска Македония, Гърция, част от Китроската, Катеринска и Платамонска епархия.

## Описание
Църквата е построена в пещера в източните склонове на Олимп, на километър западно от манастира „Свети Дионисий Олимпийски Стар“. Пещерата е плитка и всъщност е дълбок скален навес. В нея има извор. Според преданията през XV век тук е живял Свети Дионисий Олимпийски, основателят на съседния манастир. Мястото е едно от най-популярните места на Олимп.